# کوکتل

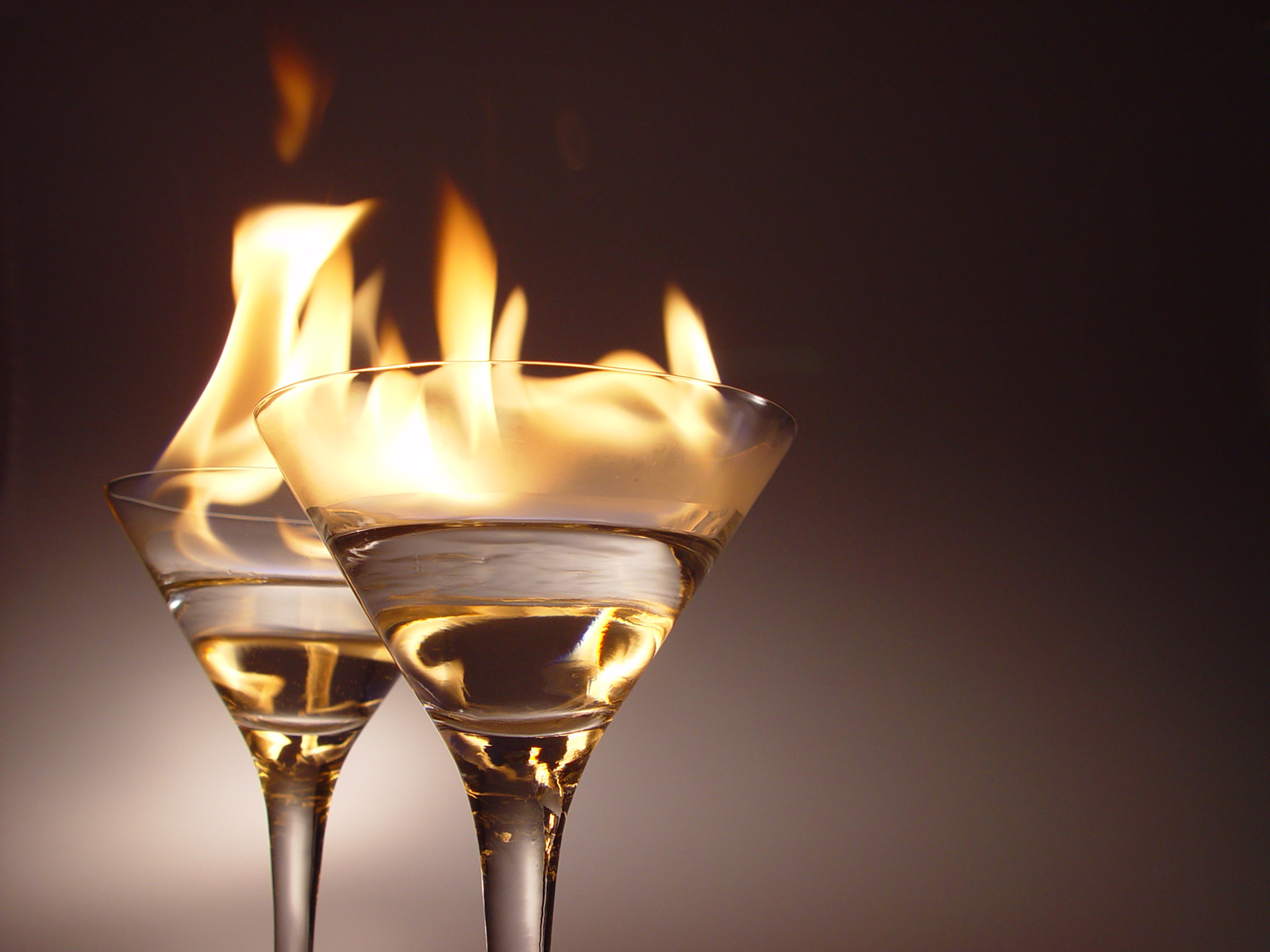
سوختن کوکتل الکلی

کوکتل (به انگلیسی: Cocktail)، نوعی نوشیدنی الکلی ترکیبی است. به‌طورمعمول کوکتل‌ها یا ترکیبی از چند نوع نوشیدنی الکلی هستند یا ترکیب یک یا چند نوشیدنی الکلی با سایر مواد (مانند آب‌میوه، شربت طعم‌دار یا خامه). امروزه هزاران نوع کوکتل در جهان وجود دارد که هرکدام با توجه به مواد و نوشیدنی‌ها، آب‌وهوا و ذائقهٔ هر منطقه درست شده‌اند و بعضی از آن‌ها کم‌کم جای خود را در بین مردم مناطق دیگر باز کرده و جهانی شده‌اند. به‌طورمثال کوکتل موهیتو (Mojito)، یک کوکتل کوبایی است که امروزه در بیشتر نقاط جهان ازجمله آمریکا طرفداران بسیاری دارد.